# Svensk Handels och Arbetsgivarnas arbetslöshetskassa
Svensk Handels Arbetslöshetskassa (SHA) var en arbetslöshetskassa för alla kategorier företagare i hela Sverige samt för familjemedlemmar som arbetar i verksamheten. I kassans styrelse satt företrädare från bland annat Svensk Handel och Svenskt Näringsliv. Den 1 januari 2019 fusionerades den med Unionens Arbetslöshetskassa.

## Historik
SHA:s historia sträcker sig tillbaka till den 27 november 1968 då några personer från Köpmannaförbundet konstituerade sig under firma Köpmännens Erkända Arbetslöshetskassa. Den 1 mars 1970 beviljades kassan registrering av AMS.
1997 gick Köpmannaförbundet samman med Grossistförbundet och Handelsarbetsgivarna och bildade Svensk Handel. Samtidigt ville Svenska Arbetsgivarförbundet (SAF) (numera Svenskt Näringsliv) vara med varför kassan bytte namn till Svensk Handels och Arbetsgivarnas arbetslöshetskassa. Under 2013 kortades dock namnet till Svensk Handels Arbetslöshetskassa. A-kassan är dock öppen för alla företagare oavsett bransch.
Den 1 januari 2019 fusionerades Svensk Handels Arbetslöshetskassa med Unionens Arbetslöshetskassa.